# Сент-Джон, Джон, 1-й баронет
Сэр Джон Сент-Джон, 1-й баронет (англ. Sir John St John, 1st Baronet; 5 ноября 1585—1648) — британский политик и военный деятель, член Палаты общин и видный роялист во время Гражданской войны в Англии. 22 мая 1611 года ему был присвоен титул баронета.

## Биография
Родился 5 ноября 1585 года. Второй сын сэра Джона Сент-Джона (1560—1594) из Лидьярд-Трегоза и его жены Люси Хангерфорд (1560—1627), дочери сэра Уолтера Хангерфорда. После смерти его отца в 1594 году большая часть семейных поместий в Уилтшире перешла к его старшему брату Уолтеру. Джон получил поместье Гарсингтон, Оксфордшир, и ему было обещано 200 фунтов стерлингов, когда он достигнет совершеннолетия. Сначала он был передан под опеку дальнего родственника Джона Сент-Джона, 2-го барона Сент-Джона Блетсо, но лорд Сент-Джон умер в 1596 году, и затем опекунство перешло к дяде Джона, сэру Оливеру Сент-Джону. Сэр Оливер организовал образование Джона: он поступил в Тринити-колледж в Оксфорде 3 апреля 1601 года и был принят в Линкольнс-Инн в 1604 году. Тем временем старший брат Джона Уолтер Сент-Джон утонул возле замка Корнет в августе 1597 года, когда жил с сэром Томасом Лейтоном, губернатором Гернси. От него Джон унаследовал Лидьярд-Трегоза и остальные родовые поместья в Уилтшире. Его мать умерла в 1598 году, оставив ему свои совместные поместья Перли-Парк, графство Беркшир, и Хэтфилд-Певерел, графство Эссекс. Сэр Томас Лейтон приобрел его под опекой в 1602 году и получил разрешение передать различные поместья своей дочери Энн, которая вышла замуж за Сент-Джона 9 июля 1604 года в возрасте 12 лет. У пары было девять сыновей, из которых только двое пережили его, а четверо дочери, трое из которых пережили его. Энн скончалась 19 сентября 1628 года.
Он был посвящен в рыцари в Уайтхолле 2 февраля 1608 года и получил титул баронета в первом учреждении этого ордена 22 мая 1611 года, став семнадцатым по старшинству по созданию. В начале 1630-х годов он унаследовал от лорда Грандисона, своего дяди, свои поместья в Баттерси и Уондсворте.

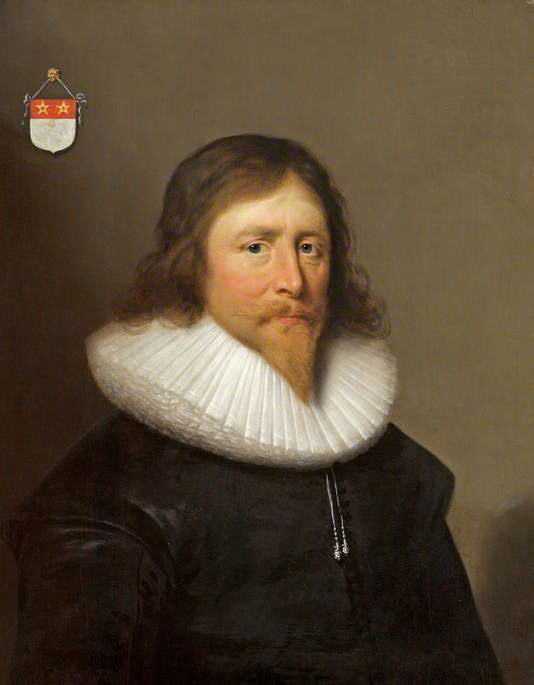
Джон Сент-Джон в 1631 году

Джон Сент-Джон был членом Палаты общин от Уилтшира с 1624 по 1625 год и главным шерифом Уилтшира с 1632 по 1633 год.
Во время гражданской войны в Англии Джон Сент-Джон и его семья поддерживали дело роялистов. Трое его сыновей были убиты на службе у короля Карла I Стюарта: Уильям, его второй сын, был убит при взятии Сайренчестера в Глостершире под командованием принца Рупрехта; Эдвард, третий сын, в битве при Ньюбери, в Беркшире; и Джон, пятый сын, на севере.
Только двое из восьми его сыновей пережили его, и именно шестой сын Уолтер стал его наследником. Сэр Уолтер основал школу сэра Уолтера Сент-Джона в Баттерси.
Джон Сент-Джон воздвиг в 1634 году памятник себе и двум своим женам в церкви Святой Марии Лидьярда-Трегоза. Сюда входили скульптуры Сэмюэля Болдуина с алебастровыми изображениями, его выжившие дети, стоящие на коленях, и те, кто не выжил, лежащие внизу.

## Семья и дети
Джон Сент-Джон был дважды женат. Его первой женой была Энн Лейтон (умерла 18 сентября 1628 года при родах), дочь сэра Томаса Лейтона из Фекенхема в Вустершире, губернатора Джерси и Гернси, и Элизабет Ноллис. Вторым браком он женился на Маргарет Уитмор, вдове сэра Ричарда Грубэма. От первой жены у него было тринадцать детей. Он был зятем сэра Аллена Эпсли.
Сам Сент-Джон был предком виконтов Болингброков и виконтов Сент-Джон, а его дядя, Оливер Сент-Джон, был назначен 1-м виконтом Грандисоном в 1620 году.

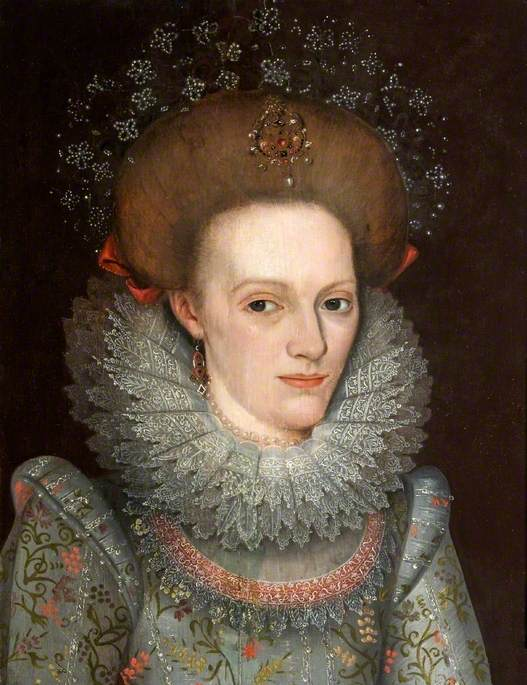
Энн Лейтон, первая жена Джона Сент-Джона, умерла при родах Генри в июле 1628 года, родив еще двенадцать детей.

- Оливер Сент-Джон (1612/1613 — ноябрь 1641/1642), женился на Кэтрин Вер, дочери Горация Вера, 1-го барона Вера из Тилбери, и Мэри Трейси. у них родился сын сэр Джон Сент-Джон, 2-й баронет (1638—1657)[8]
- Энн Сент-Джон, графиня Рочестер (5 ноября 1614 — 18 марта 1696), 1-й муж — сэр Фрэнсис Генри Ли, 2-й баронет Дитчли (1616—1639), 2-й муж — Генри Уилмот, 1-й граф Рочестер (1613—1658)
- Джон Сент-Джон (род. 24 марта 1615) женился на Дороти Эйлофф.
- Уильям Сент-Джон (род. 1616)
- Эдвард Сент-Джон (26 февраля 1617 — погиб во второй битве при Ньюбери, 1645 г.)
- Барбара Сент-Джон (род. 1618)
- Николай Сент-Джон (29 марта 1620 — 18 апреля 1639)
- Люси Сент-Джон (род. 1621)
- Сэр Уолтер Сент-Джон, 3-й баронет из Лидьярда-Трегоза и Баттерси (1622 — 3 июля 1708), женился в 1651 году на своей троюродной сестре Джоанне Сент-Джон, дочери Оливера Сент-Джона из Лонгторпа.
- Фрэнсис Сент-Джон (1623—1624)
- Элизабет Сент-Джон (1624—1629)
- Томас Сент-Джон (1625—1630)
- Генри Сент-Джон из Тандраджи, графство Арма (июль 1628 — 9 сентября 1679), женился на своей троюродной сестре Кэтрин Сент-Джон, дочери Оливера Сент-Джона из Лонгторпа. Убит в своем поместье, предположительно по приказу местного лидера раппари графа Редмонда О’Хэнлона.